# Гобардхан
Гобардха́н (санскр. गोवर्धन, IAST: govardhana) — город и нагар панчаят в округе Матхура, штат Уттар-Прадеш, Индия. Расположен в 22 км от города Матхура на высоте 179 метров над уровнем моря. По переписи 2001 года население Гобардхана составляло 18 512 человек. Город стоит у подножия холма Говардхана, который является важным местом паломничества для кришнаитов.